# Ordine pubblico
L’ordine pubblico è un concetto complesso e varia a seconda delle diverse branche del diritto. In generale, si può definire come l’insieme dei principi fondamentali dell’ordinamento giuridico riguardanti i principi etici e politici nonché di leggi la cui osservanza ed attuazione è ritenuta indispensabile per l’esistenza di tale ordinamento.

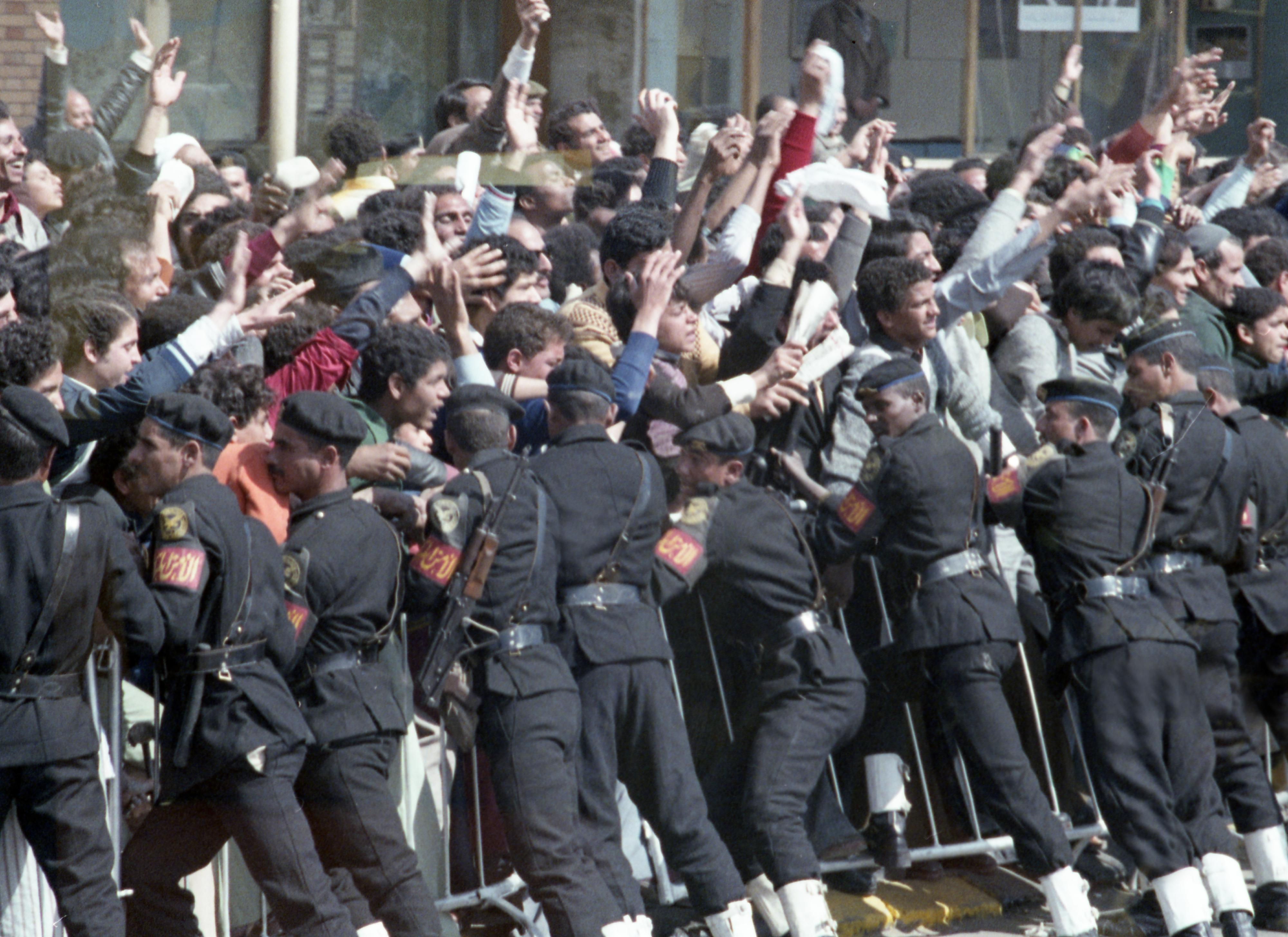
Poliziotti egiziani respingono una manifestazione

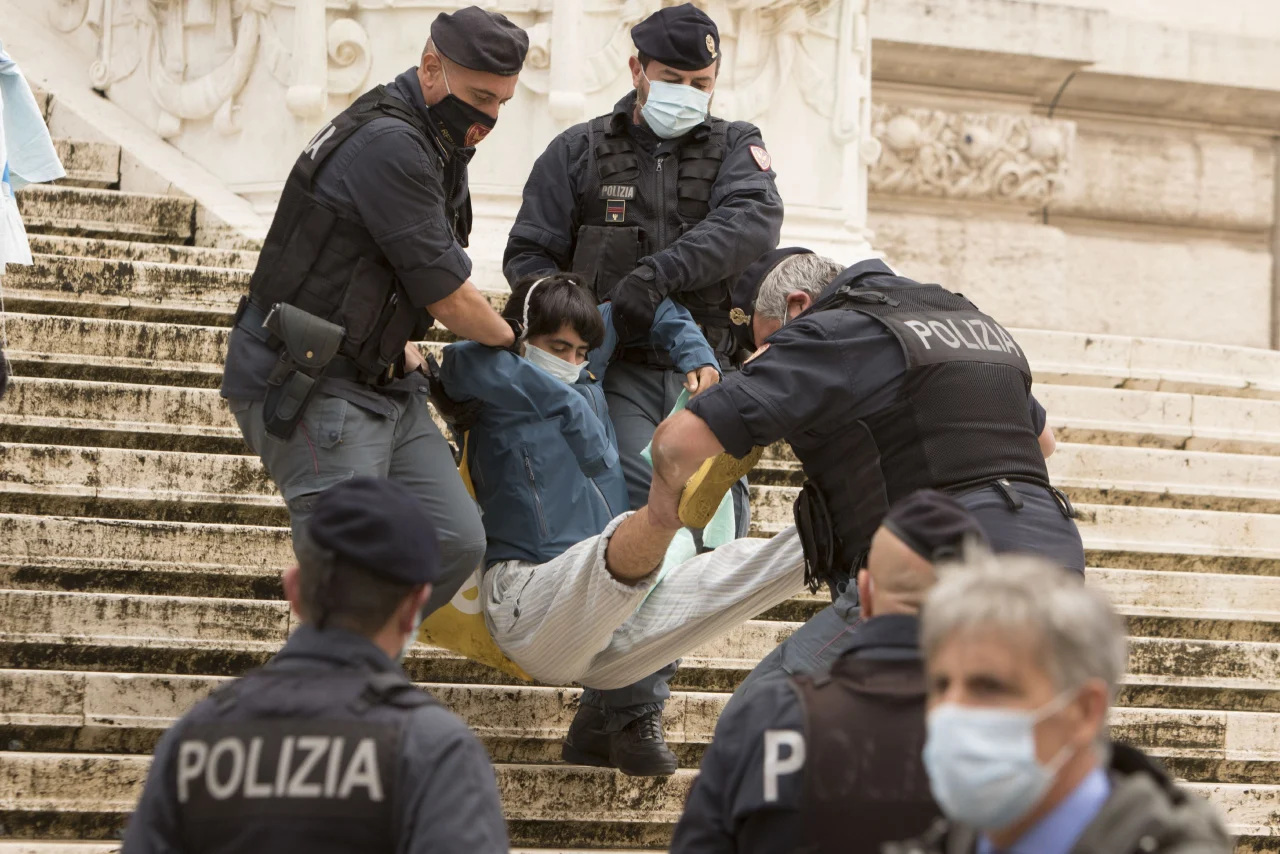
Un attivista arrestato dalla polizia italiana

Viene frequentemente condensato con lo stesso termine il concetto di mantenimento dell'ordine pubblico e le norme che lo regolamentano.

## Caratteristiche
Tale porzione del diritto, costituita sia dai principi generali e fondamentali dell'ordinamento che da concrete norme giuridiche, riguarda le norme costituzionali dello Stato, la posizione dei suoi organi supremi, la personalità e la libertà dei cittadini, l'ordinamento del matrimonio e della famiglia, la capacità delle persone fisiche e giuridiche, i rapporti tra le classi sociali.
Sotto il profilo dei compiti istituzionali degli addetti alle funzioni di polizia, con la locuzione ordine pubblico s'intende genericamente un complesso di servizi, tecniche, addestramento ecc., inerenti al mantenimento di condizioni di ordine (e pertanto, fondamentalmente di prevenzione e/o repressione di tumulti) in circostanze in cui si prevede un intenso afflusso di persone (tipicamente: manifestazioni politiche o sindacali, partite di calcio, spettacoli pubblici e simili).
La definizione normativa del concetto di ordine pubblico come istituto di diritto amministrativo è contenuta nell’art. 159, co. 2, d.lgs. 31.3.1998, n. 112, il quale prevede che «le funzioni ed i compiti amministrativi relativi all’ordine pubblico e sicurezza pubblica (…) concernono le misure preventive e repressive dirette al mantenimento dell’ordine pubblico, inteso come il complesso dei beni giuridici fondamentali e degli interessi pubblici primari sui quali si regge l’ordinata e civile convivenza nella comunità nazionale, nonché alla sicurezza delle istituzioni, dei cittadini e dei loro beni».
Le caratteristiche dell’ordine pubblico sono le seguenti:
- È un insieme di principi fondamentali dell'ordinamento giuridico riguardanti i principi etici e politici, nonché di leggi indispensabili per l'esistenza di tale ordinamento, sono variabili a seconda delle diverse branche del diritto e dei cambiamenti storici e sociali. Questo concetto è inderogabile da altre fonti di diritto, sia interne che esterne, sia pubbliche che private.[2]

- rappresenta una garanzia di pace, tranquillità e sicurezza collettiva, e spetta alle forze di polizia il suo mantenimento e tutela.[3]

- È variabile a seconda delle diverse branche del diritto e dei cambiamenti storici e sociali[2].

- È inderogabile da altre fonti di diritto, sia interne che esterne, sia pubbliche che private.[3]

## Tipologia
In dottrina, a seconda dell'ambito di operatività, si distinguono vari tipi di ordine pubblico: politico, costituzionale,  economico, internazionale, tecnologico.

### Ordine pubblico politico
Per ordine pubblico politico si intende quell’insieme di principi e norme che riguardano il funzionamento dello Stato e le libertà fondamentali dei cittadini, e che non possono essere derogati da altre fonti di diritto, sia interne che esterne, sia pubbliche che private. L’ordine pubblico politico entra in gioco ad esempio nelle ipotesi di accordi per rinunciare ad una carica pubblica, nei patti di voto, nei patti discriminatori in base alla razza, al sesso o alla religione. L’ordine pubblico politico è un settore molto fluido, dominato dai cambiamenti storici e sociali, e può variare a seconda delle direttive sostanziali del regime.
Sembra un tema politico banale poiché il bisogno di sicurezza è connaturato all'essere umano mentre la richiesta di maggiore sicurezza da parte dei cittadini appare tutto sommato sempre condivisibile.
Si tratta in realtà di un tema molto delicato perché:
- i modi e i mezzi potenzialmente utilizzabili per soddisfare il bisogno di ordine pubblico e sicurezza dei cittadini possono determinare dei rischi per i diritti e le libertà;
- il bisogno di sicurezza può essere alimentato artificialmente e strumentalizzato per secondi fini, adombrando risvolti politici inquietanti.[4]

Alcuni esempi di norme che rientrano nell’ordine pubblico politico sono le seguenti:
- L’art.12 delle disposizioni generali premesse al codice civile, che stabilisce che le     leggi, gli atti e le sentenze di un paese straniero e le private disposizioni o convenzioni non possono derogare alle leggi proibitive del regno, che concernono le persone, i beni o gli atti, né alle leggi riguardanti in qualsiasi modo l’ordine pubblico e il buon costume.[2]
- L’art. 414 del codice penale, che punisce la pubblica istigazione a commettere uno o più reati, alla quale è parificata la pubblica apologia d’uno o più delitti.[2]
- L’art. 415 del codice penale, che punisce l’istigazione pubblica alla disobbedienza alle leggi d’ordine pubblico, ovvero all’odio fra le classi sociali.[2]
- L’art. 416 del codice penale, che punisce l’associazione per delinquere, cioè il patto tra tre o più persone per commettere più delitti.[2]
- L’art. 18 della Costituzione, che garantisce il diritto di sciopero dei lavoratori.[4]
- L’art. 24 della Costituzione, che garantisce il diritto di difesa in giudizio .[4]

### Ordine pubblico tecnologico
L’ordine pubblico tecnologico è un concetto elaborato dal giurista francese Daniel Ivanier e riguarda l’uso delle tecnologie che non possono essere usate in forme tali da pregiudicare la sicurezza ed il funzionamento dei mercati, anche in assenza di singole norme. L’ordine pubblico tecnologico può essere influenzato da fattori internazionali ed europei, e può variare a seconda delle esigenze di innovazione e sviluppo tecnologico.
Gli aspetti chiave dell’ordine pubblico tecnologico sono i seguenti:
1. Protezione dei dati personali: L'ordine pubblico tecnologico si occupa della protezione della privacy e dei dati personali degli individui. Questo può includere norme per la raccolta, l'elaborazione e l'utilizzo dei dati personali da parte delle organizzazioni, nonché misure per prevenire l'abuso o la violazione dei dati.
2. Sicurezza informatica: L'ordine pubblico tecnologico mira a garantire la sicurezza delle reti informatiche e dei sistemi informatici, prevenendo attacchi informatici, violazioni della sicurezza dei dati e la diffusione di malware o virus. Ciò può includere norme per la protezione delle infrastrutture critiche, la sicurezza delle transazioni online e la lotta contro la criminalità informatica.
3. Responsabilità e diritti digitali: L'ordine pubblico tecnologico si occupa delle questioni legali e dei diritti associati all'uso delle tecnologie digitali. Ciò può includere la responsabilità legale per il contenuto online, la tutela dei diritti di proprietà intellettuale, la regolamentazione del commercio elettronico e delle transazioni digitali, nonché la gestione dei conflitti legali legati alle tecnologie.
4. Regolamentazione delle piattaforme digitali: L'ordine pubblico tecnologico può riguardare anche la regolamentazione delle piattaforme digitali, come i social media, i motori di ricerca o i servizi di e-commerce. Ciò può includere norme per la trasparenza, la concorrenza, la moderazione dei contenuti e la gestione delle informazioni personali.
5. Accessibilità digitale: L'ordine pubblico tecnologico può anche considerare l'accessibilità digitale, che riguarda l'eliminazione delle barriere digitali e l'accesso equo e inclusivo alle tecnologie per tutte le persone, comprese quelle con disabilità.

L’ordine pubblico tecnologico è una categoria emergente e in evoluzione, che richiede una costante attenzione e aggiornamento da parte dei legislatori e dei giuristi. Il suo obiettivo è quello di promuovere un uso responsabile, sicuro e etico delle tecnologie, garantendo la protezione dei diritti dei cittadini, la sicurezza delle informazioni e l'equità nell'accesso alle tecnologie. Le norme e le regolamentazioni relative all'ordine pubblico tecnologico possono variare da paese a paese, in base alle specifiche esigenze e sfide affrontate dalla società nel contesto tecnologico. 

### Ordine pubblico economico
L’ordine pubblico economico è quell’insieme di norme, principi e istituti intesi a garantire il corretto svolgimento dei rapporti tra privati in materia economica. può essere influenzato da fattori internazionali ed europei, e può variare a seconda delle esigenze di progresso e sviluppo sociale. L’ordine pubblico economico è una categoria dinamica e mutevole, che si adatta alle trasformazioni economiche e sociali.
L'ordine pubblico economico non ha tradizioni romanistiche: nasce infatti nell'età della Rivoluzione francese, quando Napoleone -con il suo Codice- volle restituire in chiave economica quella libertà che toglieva ai cittadini sul piano politico.
I valori tradizionali che l'Ordine pubblico economico preservava erano proprietà e libertà: l'autonomia privata doveva realizzarsi nel rispetto dei principi che lo Stato considerava essenziali, ma era fortemente limitato (se non addirittura escluso) ogni intervento dello Stato stesso in materia economica.
Le prime applicazioni del principio di ordine pubblico economico furono appunto fatte in materia di coalizioni industriali che compromettevano la libertà dei mercati, e svolgeva un ruolo conservatore nei confronti dell'autonomia privata.

Doveva essere un limite all'autonomia negoziale, facendo in modo che quest'ultima si realizzi nel rispetto di valori e principi che lo Stato considera essenziali in un determinato momento storico.
Ma l'ordine pubblico economico in Italia deve fare i conti anche con i principi espressi dalla sopravvenuta Costituzione del 1948, che esprime ideali di libertà e democrazia e dove tutti gli interessi (individuali e sociali) trovano accoglimento e tutela giuridica. Di conseguenza, si è affermato in dottrina che l'ordine pubblico economico è affermazione delle libertà economiche allo stesso modo che la tutela della persona umana è affermazione della libertà religiosa, di pensiero, ecc.
L'attuale codice civile italiano menziona molte volte il concetto di ordine pubblico economico senza però definirlo, e in contesti diversi, principalmente come criterio di valutazione della illiceità della causa e dell'oggetto del contratto e del testamento.
Alcuni aspetti chiave dell'ordine pubblico economico includono:
1. Concorrenza: Le leggi antitrust e di tutela della concorrenza sono fondamentali per prevenire abusi di posizione dominante da parte delle imprese, pratiche anticoncorrenziali come accordi illegali tra imprese o abusi di prezzi. La promozione di una sana concorrenza è importante per garantire la diversità, l'innovazione e il benessere economico generale.
2. Tutela dei consumatori: Normative e regolamenti sono adottati per proteggere i consumatori da pratiche commerciali sleali, frodi, informazioni ingannevoli o pericolose per la salute e la sicurezza dei consumatori. Queste norme mirano a garantire la qualità dei prodotti e dei servizi offerti sul mercato e a garantire che i consumatori abbiano accesso a informazioni trasparenti e corrette.
3. Regolamentazione finanziaria: L'ordine pubblico economico riguarda anche la regolamentazione dei mercati finanziari, che mira a garantire la trasparenza, la stabilità e la fiducia nei sistemi finanziari. Ciò include norme per la tutela degli investitori, la prevenzione di frodi finanziarie, la regolamentazione delle banche e delle istituzioni finanziarie.
4. Difesa dell'interesse pubblico: L'ordine pubblico economico può includere anche misure volte a preservare l'interesse pubblico, ad esempio attraverso la nazionalizzazione di settori strategici dell'economia o la regolamentazione di settori critici come l'energia, i trasporti o le telecomunicazioni.
5. Sicurezza e stabilità del sistema economico: L'ordine pubblico economico mira a garantire la stabilità e la sicurezza del sistema economico nel suo complesso. Ciò può includere la regolamentazione dei mercati finanziari, la prevenzione e il contrasto di pratiche illegali come il riciclaggio di denaro, il finanziamento del terrorismo o la corruzione che possono minacciare l'integrità del sistema economico.

L'obiettivo dell'ordine pubblico economico è quello di promuovere un ambiente economico sano, equo e sicuro, che favorisca la crescita economica, la concorrenza leale e il benessere generale dei cittadini.